# Luigi Vannicelli Casoni

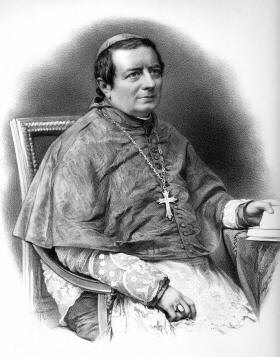
Luigi Kardinal Vannicelli Casoni

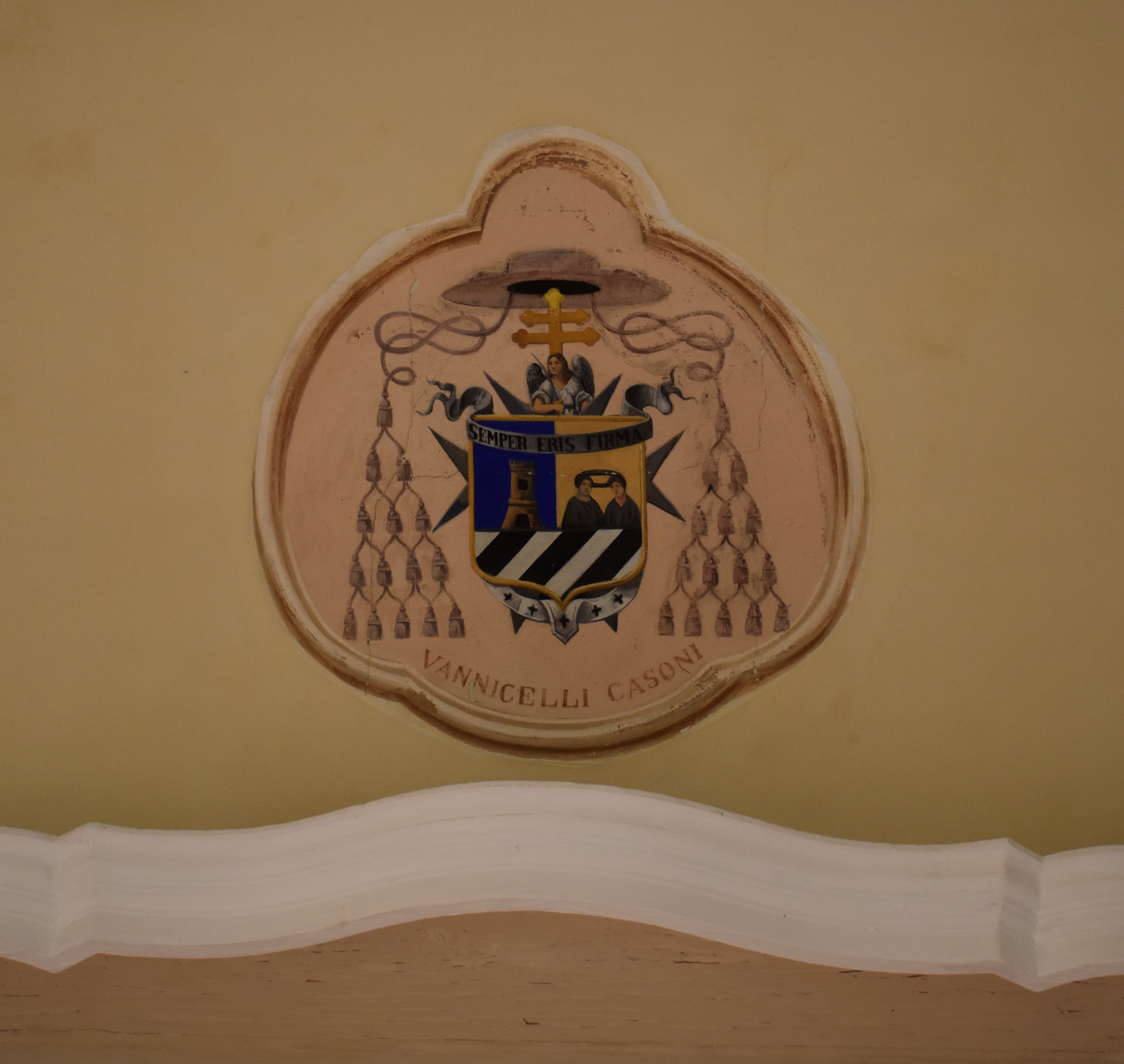
Kardinalswappen (Vannicellis Privatkapelle, Ferrara)

Luigi Vannicelli Casoni (* 16. April 1801 in Amelia, Umbrien; † 21. April 1877 in Rom) war ein italienischer Kardinal und Erzbischof von Ferrara.

## Leben
Er war der ältere der zwei Söhne von Graf Giovanni Vannicelli und Gräfin Maria Casoni. Der Familie seiner Mutter entstammten vor ihm zwei Kardinäle, Lorenzo Casoni und Filippo Casoni. Luigi Vannicelli Casoni erhielt seine erste Bildung am Seminar von Terni und ging dann nach Rom, um dort Philosophie und Theologie zu studieren. Er begleitete Kardinal Francesco Serlupi beim Konklave 1823 als Konklavist. Im Jahr 1824 trat er in den Dienst der Kurie und empfing am 18. Dezember 1829 die Priesterweihe. Danach war er Relator der Kongregation der Güterverwaltung und Referendar an den Gerichtshöfen der Apostolischen Signatur. Im Jahr 1834 begegnet er als Konsultor der Kongregation für die Bischöfe und Regularen. Am 8. Februar 1838 wurde er Apostolischer Protonotar. Nach verschiedenen Positionen als Legat war er ab dem 13. September 1838 Gouverneur von Rom, Pro-Camerlengo der Heiligen Römischen Kirche und Generaldirektor der Polizei, diese Position hatte er bis zu seiner Erhebung in den Kardinalsstand inne.
Papst Gregor XVI. erhob ihn im Konsistorium vom 23. Dezember 1839 in pectore zum Kardinal, dies wurde am 24. Januar 1842 öffentlich gemacht. Den roten Hut und die Titelkirche San Callisto erhielt Luigi Vannicelli Casoni am 27. Januar 1842. Er war Teilnehmer des Konklave 1846, aus dem Pius IX. als Papst hervorging. Am 4. Oktober 1847 optierte er zur Titelkirche Santa Prassede. Zusammen mit den Kardinälen Gabrielle della Genga Sermattei und Lodovico Altieri bildete er den Triumvirat, der Rom vom 1. Juli 1849 bis zum April 1850 regierte.
Am 20. Mai 1850 wurde Luigi Vannicelli Casoni von Pius IX. zum Erzbischof von Ferrara ernannt. Die Bischofsweihe erfolgte am 26. Mai desselben Jahres in der Sixtinischen Kapelle durch den Papst selbst; Mitkonsekratoren waren Erzbischof Domenico Lucciardi, Sekretär der Kongregation für die Bischöfe und Regularen, und Bischof Giuseppe Maria Castellani OESA, Päpstlicher Sakristan. Luigi Vannicelli Casoni nahm von 1869 bis 1870 als Konzilsvater am Ersten Vatikanischen Konzil teil. Vom 8. November 1870 bis zu seinem Tod war er Pro-Datar Seiner Heiligkeit.
Er starb an einem Fieber mit Atembeschwerden und wurde in der römischen Kirche Santi Vincenzo ed Anastasia alle Tre Fontane beigesetzt.